# Unabhängigkeitsdenkmal (Bellinzona)

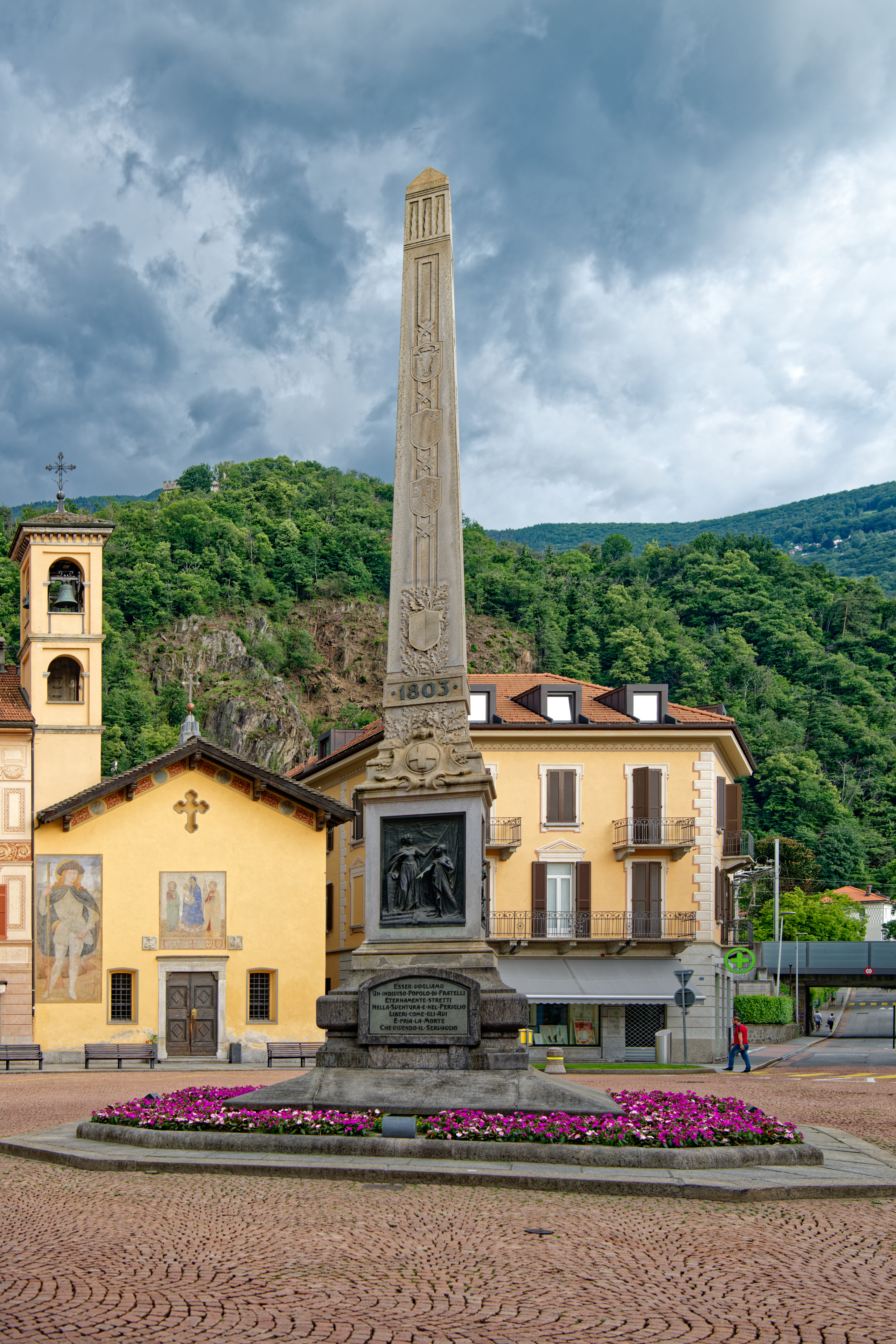
Das Unabhängigkeitsdenkmal, im Hintergrund die Kirche San Rocco (2023)

Das Unabhängigkeitsdenkmal (italienisch Monumento all’Indipendenza (ticinese)) oder Nationaldenkmal (italienisch Monumento Nazionale) ist ein 1903 errichteter Obelisk in Bellinzona in der Schweiz, der an die erste Tessiner Verfassung und die Gründung des Kantons Tessin im Zuge der Mediationsakte von 1803 erinnert. Er steht auf der Piazza Indipendenza («Unabhängigkeitsplatz»).

## Geschichte
Für die Zentenarfeier des Kantons Tessin konstituierte sich in Bellinzona ein Organisationskomitee, das von Filippo Rusconi präsidiert wurde. Die Kosten für das Fest wurden auf 105'000 Schweizer Franken veranschlagt, davon sollten 30'000 Franken für ein Denkmal aufgewendet werden. Nebst Bundessubventionen und einem Beitrag vom Tessiner Staatsrat bezahlten dieses auch öffentliche Spenden.
Auf eine öffentliche Ausschreibung hin gingen 21 bis 24 Entwürfe für das Denkmal ein. Der Jury stand der Zürcher Architekt Alfred Friedrich Bluntschli vor. Ferner sassen darin der Genfer Maler Louis Dunki (1856–1915), der Luzerner Bildhauer Hugo Siegwart, der Bildhauer Giuseppe Chiattone und Nationalrat Giuseppe Stoffel. Am 6. Februar 1903 vergab sie den ersten Preis im Wert von 1200 Franken an den Entwurf des Bildhauers Natale Albisetti aus Novazzano und des Architekten Armand Neukomm aus Zürich. Der zweite Preis ging an Giuseppe Belloni aus Lugano, der dritte Preis an Robert Rittmeyer und Fritz Liechti aus Winterthur und der vierte Preis an Valentin Walter Mettler aus Zürich. Albisettis und Neukomms Projekt wurde binnen kürzester Zeit mit nur geringfügigen Änderungen ausgeführt.

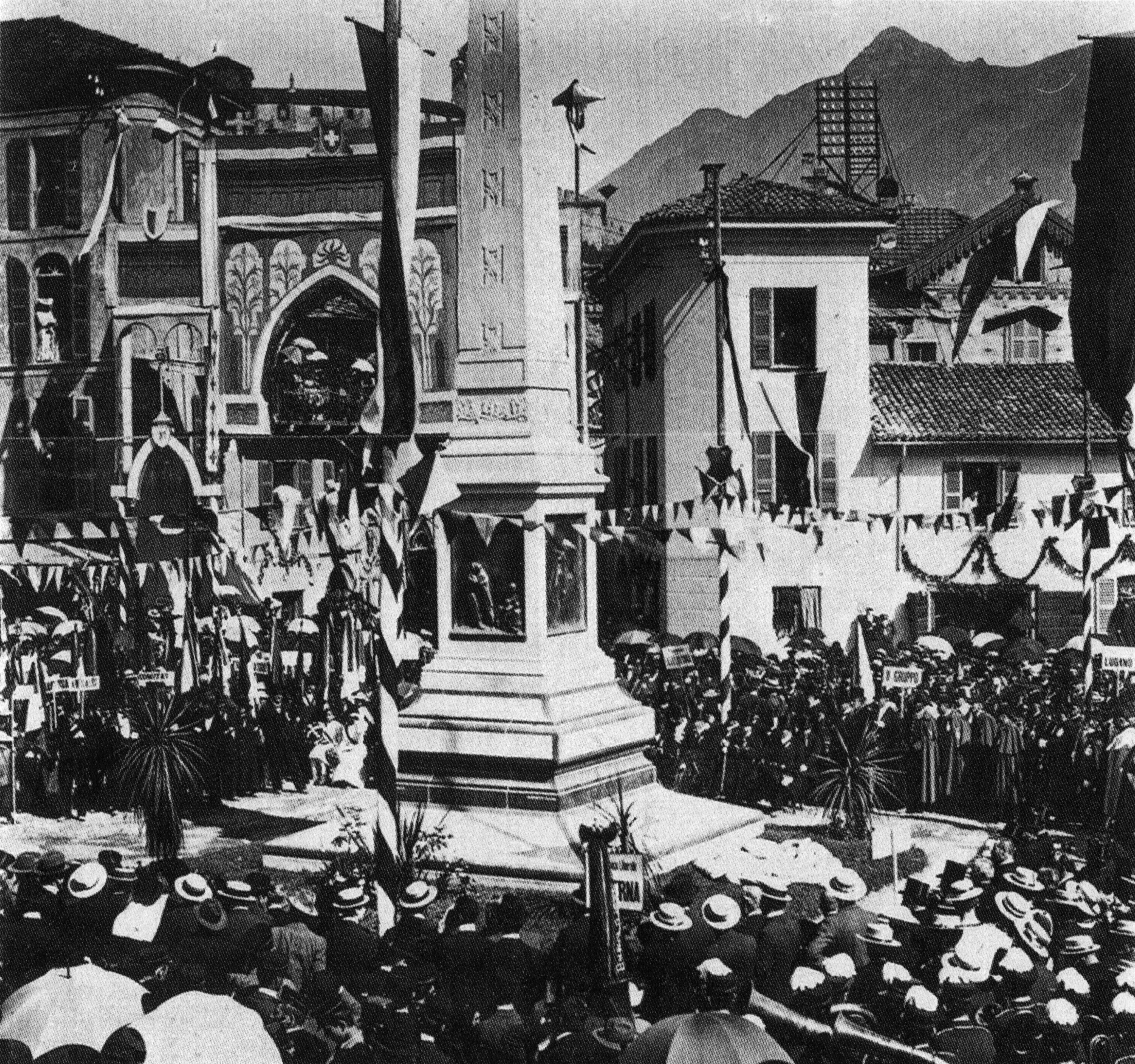
Einweihung des Denkmals am 10. September 1903, im Hintergrund ist ein für die Zentenarfeier errichteter Triumphbogen zu sehen

Die Einweihung fand am 10. September 1903 statt, nachdem bereits Tags zuvor die beiden Bundesräte Robert Comtesse und Josef Zemp angereist waren. Sie bildete den Höhepunkt der eine ganze Woche andauernden Feier. Etwa 20'000 Personen strömten an diesem Tag in Bellinzona zusammen, allein die Eisenbahn beförderte etwa 6000 Personen in die Tessiner Hauptstadt. Um 9 Uhr morgens besammelten sich die geladenen Gäste beim Palazzo delle Orsoline und begaben sich dann in einem Festzug zum Platz des Denkmals, der zu diesem Anlass in Piazza Indipendenza umgetauft wurde. Wegen der ungeheuren Menschenmenge, die das aufgebotene Militär nur mit Mühe zurückzudrängen vermochte, kam der Zug stark verspätet, erst gegen 10:30 Uhr an. Im Namen des Organisationskomitees übergab Rusconi das Denkmal «als ein Zeichen dankbarer Erinnerung an das Jahr 1803, das den traurigen Zuständen früherer Zeiten ein Ende gemacht» habe, der Stadt Bellinzona. Regierungspräsident Luigi Colombi nahm es dankend in Empfang und mahnte die Tessiner Bevölkerung zu Einigkeit und Dankbarkeit gegenüber der Schweiz, «die dem jungen Kanton in seinen ersten Jahren als treue Mutter zur Seite stand». Zum Schluss hielt Bundesrat Comtesse eine umjubelte Rede.
2017 wurde das Denkmal für 65'000 Franken saniert.

## Beschreibung
Das Unabhängigkeitsdenkmal befindet sich auf der Piazza Indipendenza, am südlichen Rand der Altstadt Bellinzonas. Nach der Schleifung der Stadtbefestigung 1810 stand hier bis 1860 die klassizistische Porta Caminada.
Das Denkmal ist insgesamt 13,5 Meter hoch. In seiner Gesamtkonzeption ist es dem fünf Jahre zuvor eingeweihten Unabhängigkeitsdenkmal in Lugano nachgebildet, weist in seiner Symbolik aber ein deutlich nationaleres Gepräge auf, weswegen es in der zeitgenössischen Berichterstattung auch überwiegend als «Nationaldenkmal» präsentiert wurde.
Das Fundament besteht aus hellem Gneis aus dem Verzascatal, die daran anschliessende Basis des Postaments aus schwarzem Castione-Marmor. An deren Vorderseite ist der Rütlischwur im Wortlaut von Friedrich Schillers Drama Wilhelm Tell (1804) angebracht:

“Esser vogliamo
Un indiviso Popolo di Fratelli
Eternamente stretti
Nella Sventura e nel Periglio
Liberi come gli Avi
E pria la morte
Che vivendo il Servaggio”

„Wir wollen sein ein einzig Volk von Brüdern, / in keiner Not uns trennen und Gefahr. / Wir wollen frei sein, wie die Väter waren, / eher den Tod, als in der Knechtschaft leben.“

Die Übersetzung stammt von Andrea Maffei aus dem Jahr 1835. Die Verse lauteten korrekt unterteilt: «[…] Esser vogliamo un indiviso / Popolo di fratelli, eternamente / Stretti nella sventura e nel periglio. / Liberi come gli avi, e pria la morte / Che, vivendo, il servaggio. […]»
Auf dem Mittelkörper des Postaments sind auf allen vier Seiten Bronzereliefs mit allegorischen Darstellungen von Natale Albisetti eingelassen. Das erste, auf der Vorderseite, trägt den Titel Die Schweiz empfängt das junge Tessin und zeigt die Aufnahme des Tessins in die Eidgenossenschaft. Vor einem spätklassizistisch gestalteten Hintergrund steht links Helvetia auf einem zweistufigen Podest. In der Rechten hält sie die Bundesverfassung, mit der Linken trägt sie eine Fahne. Rechts, mit zu ihr emporgehobenem Blick, steht die Personifikation des Tessin als Jüngling (italienisch Ticino ist maskulin). Joseph Victor Widmann kritisierte das Relief später als «kläglich mißlungen»:

«Die den Kanton Tessin charakterisierende Figur kleiner zu halten als die Gestalt der Helvetia, war allerdings durch eine Verstandesreflexion geboten, aber daß sie wie ein kleines Pfäfflein aussehen müsse, kann selbst die starke ultramontane Minderheit des Kantons schwerlich verlangen oder gutheißen. Albisetti [...] wird gut tun, sich auf Porträtskulptur zu beschränken.»

Die übrigen Reliefs zeigen Tugenden des Staates:
- die Gerechtigkeit: Rechts unten steht als Personifikation der jungen Republik eine Frau mit zwei Kindern, welche zuversichtlich zur über dem Geschehen thronenden Justitia mit Waage und Gesetzestafel aufschaut. Links fliehen Geiz, Sklaventum und Zwietracht (dargestellt als alte, halbnackte Männer), die für immer aus dem Staatswesen verbannt werden.[13]
- den Frieden: Zum Zeichen der Brüderlichkeit umarmen und küssen sich auf der linken Seite ein Arbeiter und sein Herr.[13] Unten rechts nährt und unterrichtet eine Mutter ihre beiden Kinder, im Hintergrund pflügt ein Bauer sein Feld. Darüber schwebt Pax mit einem Olivenzweig und einer Fackel in Händen.
- den Überfluss: Abundantia streut vor einer pittoresken Landschaft ihre Gaben aus.

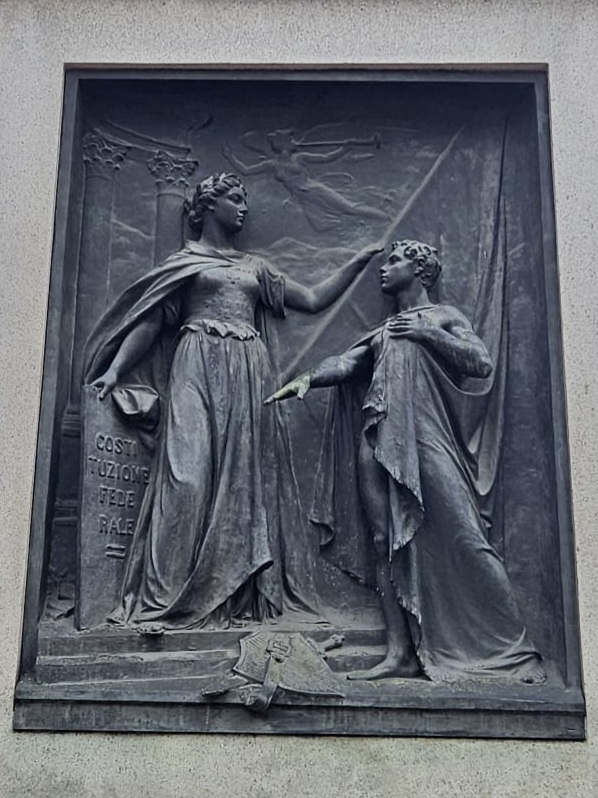
Die Schweiz empfängt das junge Tessin
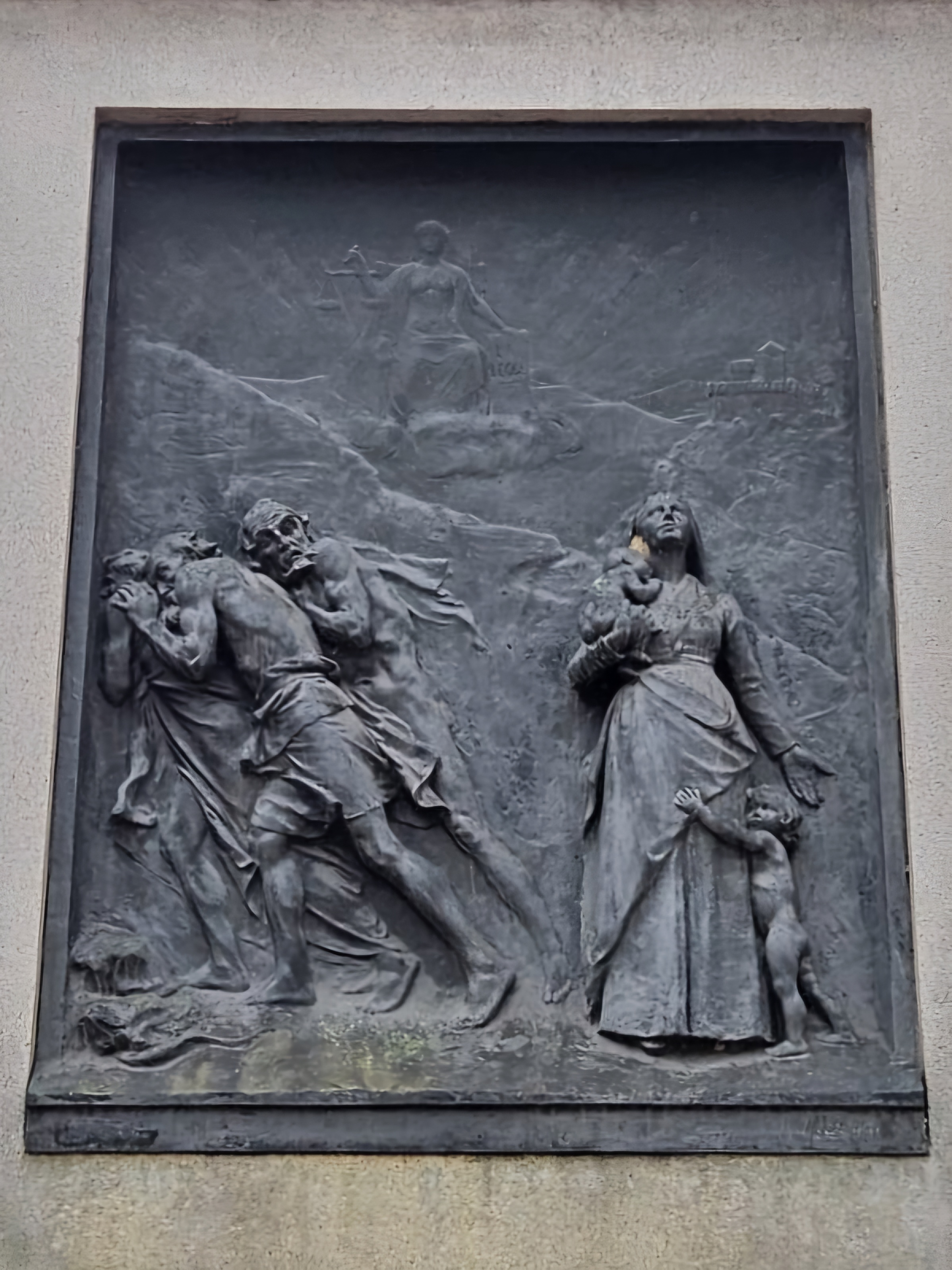
Gerechtigkeit
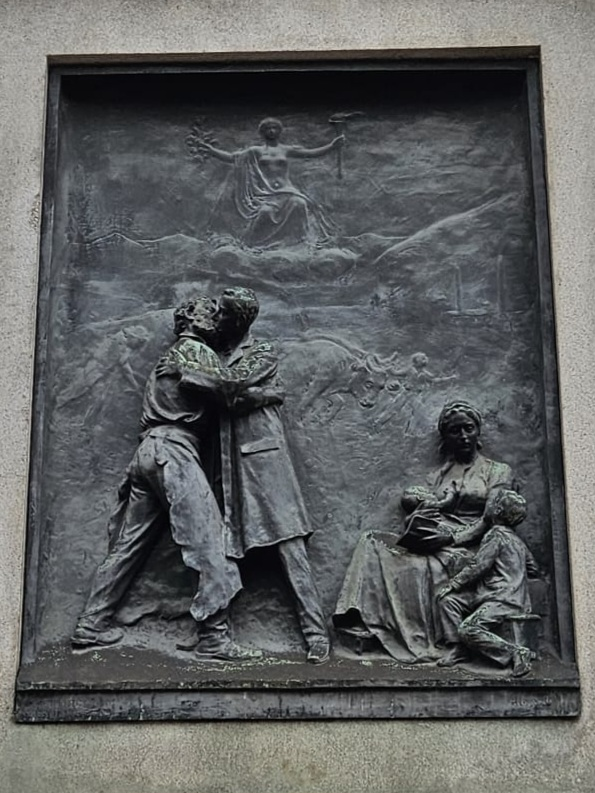
Frieden
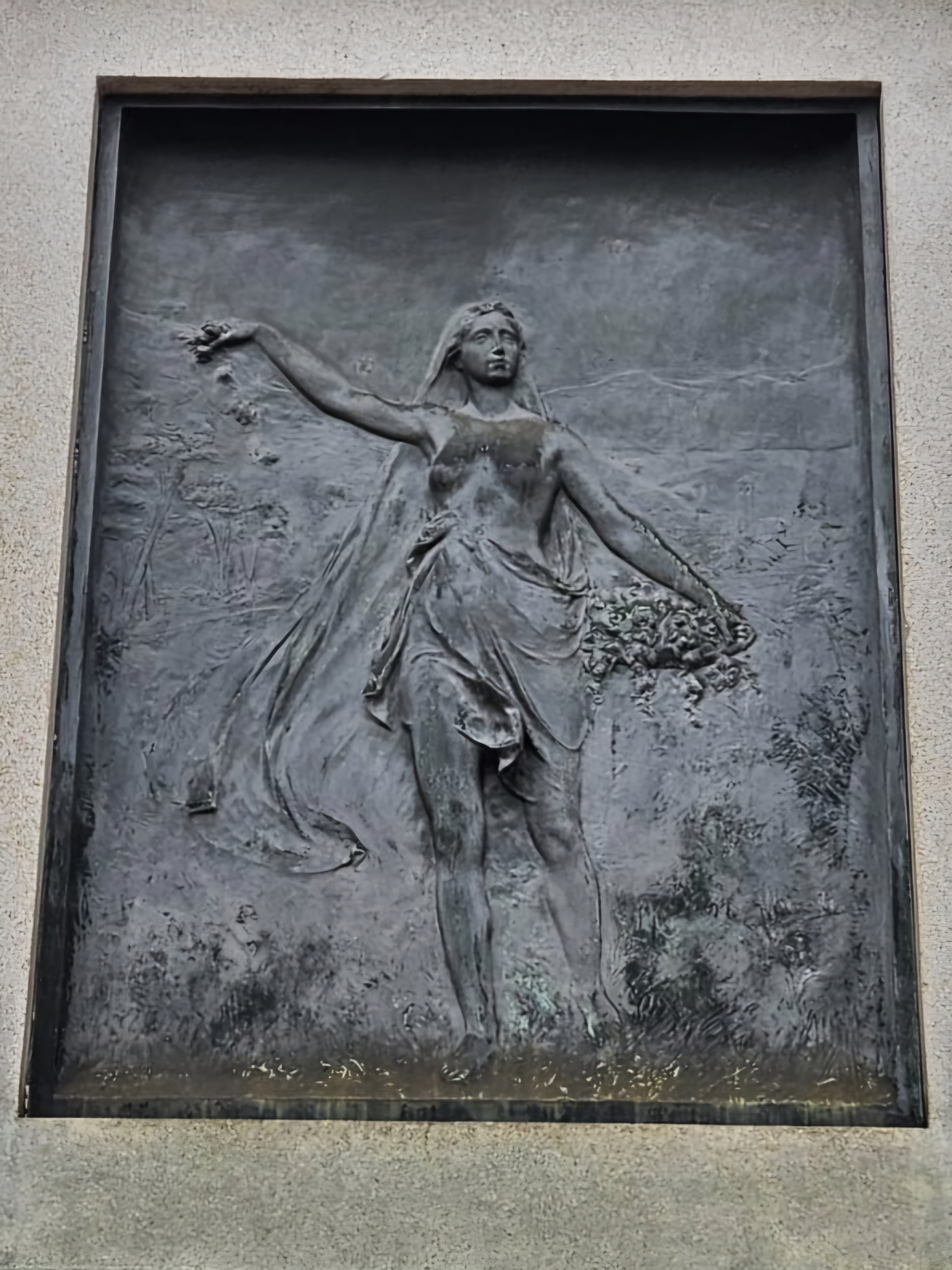
Überfluss

Auf der leicht auskragenden Deckplatte ist eine Kartusche mit dem Schweizerwappen angebracht. Darüber erhebt sich der eigentliche Obelisk, der zuunterst die Jahreszahlen «1803» und «1903» trägt. Darüber sind die Wappen der Schweizer Kantone eingemeisselt, auf der Vorderseite jene des Tessin und darüber der drei Urkantone Uri, Schwyz und Unterwalden. Die restlichen Wappen sind nach dem Beitrittsdatum des Kantons geordnet, sodass auf der Rückseite jene der ebenfalls im 19. Jahrhundert gegründeten Kantone Aargau, Thurgau, Waadt, Wallis, Neuenburg und Genf stehen.